# Matt Nathanson
Matthew Adam Nathanson (Lexington (Massachusetts), 28 maart 1973) is een Amerikaanse rockgitarist en singer-songwriter, wiens werk een mix is van folk- en rock-'n-roll-muziek. Naast zang speelt hij akoestische (soms een 12-snarige) en elektrische gitaar en speelde hij zowel solo als met een volledige band. Zijn werk omvat het platina-verkopende nummer Come On Get Higher. Zijn hitnummer Giants was de openingsmuziek van de World Series of Poker 2016 in Las Vegas (Nevada) op ESPN.

## Biografie
Nathanson groeide op in Lexington, Massachusetts en volgde de Proctor Academy in Andover (New Hampshire). Zijn vader is joods en zijn moeder is katholiek. Nathanson studeerde aan het Pitzer College in Claremont (Californië) (met als hoofdvak Engelse en wereldliteratuur). Hij bezocht de Fessenden School in West Newton, Massachusetts samen met zijn broer Neal, voordat hij naar de middelbare school ging aan de Proctor Academy. Ondanks dat ze dicht bij Lexington woonden, gingen de twee naar Fessenden, in de week voordat ze in het weekend naar huis gingen.
Onder de leden van zijn band zaten Aben Eubanks op gitaar, toetsen en zang, die vertrok om zich bij Kelly Clarkson aan te sluiten en later werd vervangen door Aaron Tap. John Thomasson begon als bassist in 2004 en vertrok in 2009 om bas te spelen voor Little Big Town. Jason McKenzie was drummer tot de herfst van 2006, Nick Amoroso op twee tournees van de herfst van 2007 tot en met de winter van 2008. Konrad Meissner is de drummer. Voor 2005 werd Nathanson vaak vergezeld door cellist Matt Fish.
De huidige toeringband bestaat sinds eind 2014 uit Aaron Tap (gitaar, achtergrondzang, artistiek leider), Chris Lovejoy (percussie) en Shiben Bhattacharya (bas).

### Televisie
Zijn album Some Mad Hope werd uitgebracht op 14 augustus 2007. Het nummer All We Are was te horen in de televisieserie NCIS in de aflevering Family van het vijfde seizoen, de aflevering Private Practice van het eerste seizoen In Which Charlotte Goes Down the Rabbit Hole, de One Tree Hill afleveringen My Way Home is Through You en Forever and Almost Always. Hij was ook te horen in Women's Murder Club.
De ABC show Big Shots bevatte zijn nummer Come On Get Higher en het nummer I Saw was te horen in Scrubs in de aflevering My Best Friend's Baby's Baby and My Baby's Baby van het zesde seizoen. Het nummer Little Victories van Nathanson werd gebruikt in de aflevering My Dumb Luck van seizoen 7 van Scrubs. Op 30 januari 2008 speelden Nathanson en zijn band Car Crash bij Late Night with Conan O'Brien. Zijn lied Sooner Surrender werd gebruikt op 28 mei 2008 in de aflevering New Dog, Old Tricks van Men in Trees. Nathanson en zijn band speelden Come On Get Higher in The Late Late Show with Craig Ferguson op 22 december 2008.The CW Television Network show Privileged bevatte zijn nummer All We Are, Family Ties en Life Unexpected in de aflevering van het tweede seizoen getiteld Parents Unemployed. Zijn nummer Bulletproof Weeks verscheen op 14 januari 2010 in de aflevering Another Second Chance van de tv-serie Private Practice.
Op 13 februari 2009 speelden Nathanson en zijn band Come On Get Higher in de Late Show with David Letterman. Op 3 maart 2009 trad hij op in The Ellen DeGeneres Show met het zingen van Come On Get Higher.
In maart 2009 was Nathanson de speciale gast voor aflevering 17 van Live From Daryl's House, het maandelijkse internetconcert van Daryl Hall. Samen met de huisband van Hall speelden ze (naast andere nummers) Car Crash, Come On Get Higher, Still en All We Are, evenals Hall & Oates-klassiekers Did It in a Minute en One on One. Come On Get Higher van Matt Nathanson staat op de cd Circle of Friends - Dave FM: Volume 2, een radiostation uit Atlanta.
Matt Nathanson verscheen in de hitshow The Bachelor (seizoen 16), waar hij vrijgezel Ben Flajnik en runner-up Lindzi Cox een serenade gaf met zijn hit Faster. Kiss Quick was te horen in One Tree Hill seizoen 8 aflevering 22.
Op 9 juli 2013 brachten Nathanson en zijn band zijn single Mission Bells uit in de Jay Leno Show.
Nathanson droeg een That Metal Show (TMS)-T-shirt tijdens zijn optreden in The Tonight Show with Jay Leno en als gevolg daarvan werd hij uitgenodigd om te verschijnen in aflevering 13 van seizoen 5 van That Metal Show samen met Myles Kennedy en Mark Tremonti van de band Alter Bridge.
Op 14 februari 2016 verscheen Nathanson opnieuw in The Bachelor voor de Bachelor At 20-special. Hij bracht een serenade aan de Bachelor in Paradise (season 2) winnaars Jade Roper en Tanner Tolbert op hun bruiloft met zijn lied Bill Murray. Nathanson heeft gezegd dat Bill Murray de spil is voor zijn nieuwste album Show Me Your Fangs en zijn meest favoriete nummer dat hij ooit heeft geschreven.

### Covers
Matt Nathansons coverversie van Laid door de band James uit Manchester was te horen op de soundtrack American Wedding, evenals American Pie Presents: Band Camp. Nathanson coverde ook het Prince-nummer Starfish & Coffee voor het kinderalbum For The Kids Too. Matt speelde ook een cover van Cat Stevens' The Wind voor het album Wake Up Everybody en I Hope That Something Better Comes Along van The Muppets voor Muppets: The Green Album. In 2018 bracht Nathanson de ep Pyromattia uit met 6 Def Leppard covers. Selecties zijn onder meer Pour Some Sugar On Me, Hysteria en Promises. Nathanson coverde Radioheads Fake Plastic Trees en Bruce Springsteens Thunder Road op zijn livealbum Live in Paradise: Boston uit 2020.

## Discografie

### Singles
- 2003:	Sad Songs
- 2004:	Suspended
- 2004: I Saw
- 2007:	Car Crash
- 2008:	Come On Get Higher
- 2009:	All We Are
- 2009: Falling Apart
- 2011:	Faster
- 2011: Room @ the End of the World
- 2011: Run (featuring Sugarland)
- 2012:	Modern Love
- 2013:	Mission Bells
- 2013: Kinks Shirt
- 2014:	Headphones (featuring Lolo)
- 2015:	Gold in the Summertime
- 2015: Giants
- 2015: Adrenaline
- 2018:	Used to Be
- 2019:	Christmas (Baby Please Come Home)

### Studioalbums
- 1993: Please
- 1997: Ernst
- 1998: Not Colored Too Perfect
- 1999: Still Waiting for Spring
- 2003: Beneath These Fireworks
- 2007: Some Mad Hope
- 2011: Modern Love
- 2013: Last of the Great Pretenders
- 2015: Show Me Your Fangs
- 2018: Sings His Sad Heart

### Livealbums
- 2006: At the Point
- 2011: Matt Nathanson: Live at Google
- 2020: Live in Paradise: Boston

### Ep's
- 2002: When Everything Meant Everything
- 2003: Plus
- 2009: iTunes: Live Session EP
- 2019: Postcards (from Chicago)